# Paraliomyces lentifer
Paraliomyces lentifer är en svampart som beskrevs av Kohlm. 1959. Paraliomyces lentifer ingår i släktet Paraliomyces, ordningen Pleosporales, klassen Dothideomycetes, divisionen sporsäcksvampar och riket svampar.   Inga underarter finns listade i Catalogue of Life.